# Словник української мови в 11 томах
Словник української мови в 11 томах, скорочено СУМ-11 — перший в історії великий тлумачний словник української мови. Укладений колективом працівників Інституту мовознавства АН УРСР під керівництвом академіка Івана Білодіда. Виданий у 1970–1980 роках видавництвом «Наукова думка» (Київ).
1983 року групі вчених Інституту мовознавства, які зробили найбільший внесок у створення СУМ, присвоєно звання лауреатів Державної премії СРСР.

## Вміст
Словник відбиває стан української літературної мови від Івана Котляревського до кінця 1970-х років. Містить 134 058 слів.
Крім загальновживаної лексики і фразеології, СУМ охоплює також значну частину лексичного складу мови, що відійшла до пасивного мовного фонду, але свого часу активно вживалася і тому засвідчена як у фольклорі, так і в творчості майстрів слова; фіксуються у словнику часто вживані діалектизми та слова, що стоять на межі літературного вживання.
Включаючи великий і різноманітний щодо походження, функціонування і стилістичного застосування лексико-фразеологічний матеріал, СУМ має нормативне спрямування. Це забезпечено зокрема:
1. Добором лексики для його реєстру;
2. Розкриттям через тлумачення основних значень та відтінків значень реєстрових слів;
3. Поданням найважливіших граматичних форм і наголосу цих слів;
4. Наведенням до них (де це потрібно) стилістичних ремарок і визначенням сфери їхнього вживання;
5. Ілюстраціями вживання витлумачуваних слів та фразеологізмів, що дають живі приклади правильного використання слів та підтверджують їхню стилістичну характеристику.

На сьогодні деякі тлумачення зі словника застаріли, оскільки значення слів розкривалося у словнику із позицій марксизму-ленінізму — тогочасної державної ідеології. Частково застарів і правопис словника, оскільки правописом 1993 року було повернуто літеру «Ґ» та змінено написання деяких власних назв, похідні яких є у словнику (аргентінський → аргентинський, бразілець → бразилець тощо).

## Колектив авторів
Голова редакційної колегії — академік Іван Білодід.
| Том | Діапазон | Автори | Редактори                                                                                 | Рік  |
| --- | --- | --- | ----------------------------------------------------------------------------------------- | ---- |
| 1   | А—В, містить 18 077 слів (під літерою А 1803, під літерою Б 4538, під літерою В 11736) | А. П. Білоштан, А. Бурячок, Г. М. Гнатюк, В. П. Градова, П. П. Доценко, І. О. Кільчевський, А. В. Лагутіна, С. П. Пригожий, Л. К. Рак | А. Бурячок, Г. М. Гнатюк, П. Й. Горецький, Н. І. Швидка                                   | 1970 |
| 2   | Г—Ж, містить 10 915 слів (під літерою Г 3569, під літерою Д 5405, під літерою Е 950, під літерою Є 122, під літерою Ж 869)                                                                                  | А. П. Білоштан, М. Ф. Бойко, В. П. Градова, Г. М. Колесник, О. П. Петровська, Л. А. Юрчук | П. Доценко, Л. А. Юрчук                                                                   | 1971 |
| 3   | З, містить 11 264 слова | А. Бурячок, В. М. Білоноженко, А. П. Білоштан, Г. М. Гнатюк, Н. П. Дзятківська, О. Є. Марценківська, А. Ф. Панасенко, В. Д. Цвях, Т. К. Черторизька, Н. І. Швидка, Г. Т. Яценко                                                                         | Г. М. Гнатюк, Т. К. Черторизька                                                           | 1972 |
| 4   | І—М, містить 14 290 слів (під літерою І 1067, під літерою Ї 50, під літерою Й 40, під літерою К 6448, під літерою Л 2564, під літерою М 4121)                                                               | В. О. Винник, В. П. Градова, І. О. Кільчевський, А. В. Лагутіна, О. П. Петровська, С. П. Пригожий, Л. К. Рак, Л. О. Родніна, В. Ю. Франчук | А. Бурячок, П. П. Доценко Частину матеріалів тому попередньо відредагував П. Й. Горецький | 1973 |
| 5   | Н—О, містить 15 625 слів (під літерою Н 8327, під літерою О 7298) | В. М. Білоноженко, А. П. Білоштан, В. П. Градова, Л. П. Жаркова, Ш. Г. Кренцель, А. В. Лагутіна, К. В. Ленець, П. С. Лисенко, I. С. Назарова, О. П. Петровська, Л. О. Симоненко, М. М. Фещенко, В. Ю. Франчук                                           | Л. А. Юрчук, В. О. Винник                                                                 | 1974 |
| 6   | П—Поїти, містить 13 760 слів | А. П. Білоштан, В. П. Градова, Г. Н. Демчик, Г. Г. Дідківська, Л. П. Жаркова, Ш. Г. Кренцель, А. В. Лагутіна, К. В. Ленець, А. Ф. Марахова, О. Є. Марцинківська, О. П. Петровська, Л. О. Родніна, В. Ю. Франчук, В. Д. Цвях, Н. І. Швидка, Г. Т. Яценко | А. В. Лагутіна, К. В. Ленець                                                              | 1975 |
| 7   | Поїхати—Приробляти, містить 8367 слів | О. Є. Марцинківська, Л. О. Родніна, В. М. Русанівський, Н. І. Швидка (упорядники основного матеріалу) В. П. Градова, В. Жайворонок, Л. П. Жаркова, А. Ф. Марахова, О. П. Петровська, В. Б. Фридрак, В. Д. Цвях (уклали частину матеріалів)              | О. П. Петровська, М. М. Пилинський, Л. О. Родніна, Н. І. Швидка                           | 1976 |
| 8   | Природа—Ряхтливий, містить 15 955 слів (під літерою П 5496, під літерою Р 7459) | В. М. Білоноженко, В. В. Жайворонок, В. П. Забєліна, Ш. Г. Кренцель, С. А. Малахівська, А. Ф. Марахова, І. С. Назарова, Н. Г. Озерова, Л. О. Родніна, Л. О. Симоненко, М. М. Фещенко, Т. К. Черторизька                                                 | В. О. Винник, В. В. Жайворонок, Л. О . Родніна, Т. К. Черторизька                         | 1977 |
| 9   | С, містить 11 295 слів | І. Р. Вихованець, В. П. Градова, Г. Н. Демчик, Г. Г. Дідківська, Л. П. Жаркова, В. П. Забєліна, І. С. Назарова, О. П. Петровська, Л. О. Симоненко, Л. Г. Скрипник, Т. О. Федоренко, М. М. Фещенко, В. Б. Фридрак, Г. Т. Яценко                          | І. С. Назарова, О. П. Петровська, Л. Г. Скрипник, Л. А. Юрчук                             | 1978 |
| 10  | Т—Ф, містить 8960 слів (під літерою Т 4290, У 2616, Ф 2054) | П. С. Лисенко, Є. М. Радченко, Л. М. Стоян, В. Д. Цвях, Г. Т. Яценко | А. Бурячок, Г. М. Гнатюк Частину тому доопрацювали: А. А. Бурячок, Г. М. Гнатюк           | 1979 |
| 11  | Х—Ь, містить 7795 слів (під літерою X 1781, під літерою Ц 1039, під літерою Ч 1569, під літерою Ш 2327, під літерою Щ 425, під літерою Ю 131, під літерою Я 522, під літерою Ь 1). Додатки містять 807 слів | В. М. Білоноженко, В. Й. Горобець, Ш. Г. Кренцель, А. Ф. Марахова, Л. О. Симоненко, В. Ю. Франчук, Г. Т. Яценко. Додатки уклали: Л. О. Симоненко, М. М. Фещенко                                                                                         | С. І. Головащук, (помічник редактора) Н. Є. Лозова                                        | 1980 |

## Похідні словники
У незалежній Україні на основі матеріалів словника було видано багато похідних тлумачних словників різного обсягу та призначення. Зокрема, СУМ є основним джерелом для тлумачних словників української мови середнього обсягу.
Прикладів словників які офіційно або неофіційно наслідують СУМ-11 є чимало. Серед словників що неофіційно/безкопірайтно використали словникову базу СУМ-11 були наступні словники: Новий тлумачний словник української мови зредагований літературознавцем Василем Яременком та аспіранткою Оксаною Сліпушко (НТСУМ, в 3-ьох томах; 1998—2008, Київ: Аконіт, 200 тис. слів). Після докладного аналізу НТСУМ автори академічного словника довели, що він є скороченим варіантом одинадцятитомника та становить «98-відсотковий плагіат чистісінької води».
Іншим резонансним випадком передруку матеріалів академічного словника було видання «Великого тлумачного словника сучасної української мови» видавництва «Перун» (2001, 2005), 250 тис. слів), який без значних змін використав більшість тлумачень із СУМ-11. У 2001 році цей словник став лауреатом рейтингу «Книжка року 2001». Згодом авторські права на словник було продано російській компанії Abbyy.
Великий тлумачний словник сучасної української мови зредагований Олегом Єрошенком (ВТССУМ-Єрошенка, одним томом, 2012, Донецьк: Глорія Трейд, 250 тис. слів). Серед словників що офіційно/зкопірайтно використали словникову базу СУМ-11 були наступні словники: Словник української мови зредагований Віталієм Жайворонком (СУМ-Жайворонка, одним томом, 2005—2016, Київ: Просвіта; Інститут мовознавства імені Олександра Потебні НАН України, 165 тис. слів) та Словник української мови у 20 томах зредагований Віталієм Русанівським (СУМ-20, у 20 томах, 2010-донині, Київ: Український мовно-інформаційний фонд НАН України, TBA тис. слів).

## Оцінки та критика
Українські мовознавці загалом високо оцінювали якість «Словника української мови» в 11 томах. Водночас, вони застерігали проти деяких його вад, зокрема невмотивованих обмежувальних позначок щодо питомо української лексики.
Мовознавець Василь Німчук, член-кореспондент НАНУ, вважає СУМ «вершиною української лексикографії», якою він «є і нині».
Мовознавець Олександр Пономарів охарактеризував словник як такий, що має вади, але укладений фахівцями. На його думку, словник укладали в період, коли в УРСР втілювалася в життя «теорія зближення мов та націй», за якою нібито всі мови та нації повинні були злитися в одну, тому зі словників викидалися питомі українські слова, які не схожі на російські. Щоб зберегти ці слова, мовознавці включали їх у СУМ із примітками «застаріле», «обласне», «діалектне», «рідковживане». Як приклад Пономарів наводив слово «містянин» , що було позначене у словнику як «рідковживане».
Лексикограф та дисидент Святослав Караванський у своїх працях критикував СУМ за появу багатьох слів, які він охарактеризував як «лексику, здерту з російських форм». Суто українські ж слова часто позначені як розмовні та застарілі. Караванський наводив приклади перекручення наголосів. Він також зауважував, що варто письменникові випадково, наприклад, у листуванні вжити російське слово, як воно «моментально» фіксувалося як норма[виправити стиль] (наприклад, «баловство» , «нарядний» , «обмовитися» , «повітряний поцілунок» ). Деякі тлумачення слів у СУМ він називав «неграмотними». Наприклад, слово «оливо» , на його думку, неправильно витлумачене як «олово», оскільки воно мало значення «свинець».
Орест Друль наводив багато прикладів помилкового вказання авторства у «Словнику української мови». Наприклад, замість Кочури посилалися на Кочергу, замість Руданського — на Руденка тощо. Ці помилки згодом було скопійовано до двадцятитомного словника.

## Лауреати Державної премії СРСР
Премію отримали щонайменше 11 науковців[джерело?].
- Білодід Іван Костянтинович, академік (посмертно)
- Паламарчук Леонід Сидорович, зам. директора
- Русанівський Віталій Макарович, академік АН УРСР, директор
- Бурячок Андрій Андрійович
- Винник Василь Олексійович
- Гнатюк Галина Макарівна
- Головащук Сергій Іванович
- Родніна Лідія Олексіївна
- Черторизька Тетяна Купріянівна
- Юрчук Лідія Андронівна, ст. н. с. ІМ імені О. О. Потебні АН УРСР
- Скрипник Лариса Григорівна, бувша зав. кафедрою КДІК імені О. Є. Корнійчука

Непідтверджені лауреати
- Горецький Петро Йосипович